# François Dupont-Midy
François Dupont-Midi (...) è un regista francese.

## Filmografia

### Regista

#### Cinema
- Racconti a due piazze (Le lit à deux places), co-regia di Jean Delannoy, Alvaro Mancori e Gianni Puccini (1966)
- Pour un sourire (1970)
- Vous ne l'emporterez pas au paradis (1975)

#### Televisione
- Valérie – serie TV (1974)
- Il commissario Moulin (Commissaire Moulin) – serie TV, episodi 1x10 (1978)
- Les yeux bleus – serie TV, 6 episodi (1979)
- Julien Fontanes, magistrato (Julien Fontanes, magistrat) – serie TV, 4 episodi (1980-1982)
- Bonbons en gros – film TV (1982)
- L'homme au képi noir – serie TV (1986)
- Cinéma 16 – serie TV, 2 episodi (1984-1986)
- Opération O.P.E.N. – serie TV, episodi 1x1-2x6 (1984-1986)
- Deux de conduite – miniserie TV (1988)
- Bébé express – film TV (1991)
- Maxime et Wanda – serie TV (1995)